# Doris adrianae
Doris adrianae is een slakkensoort uit de familie van de Dorididae. De wetenschappelijke naam van de soort werd voor het eerst geldig gepubliceerd in 2021 door Urgorri en Señarís.